# Wang Zhenyi (Mediziner)

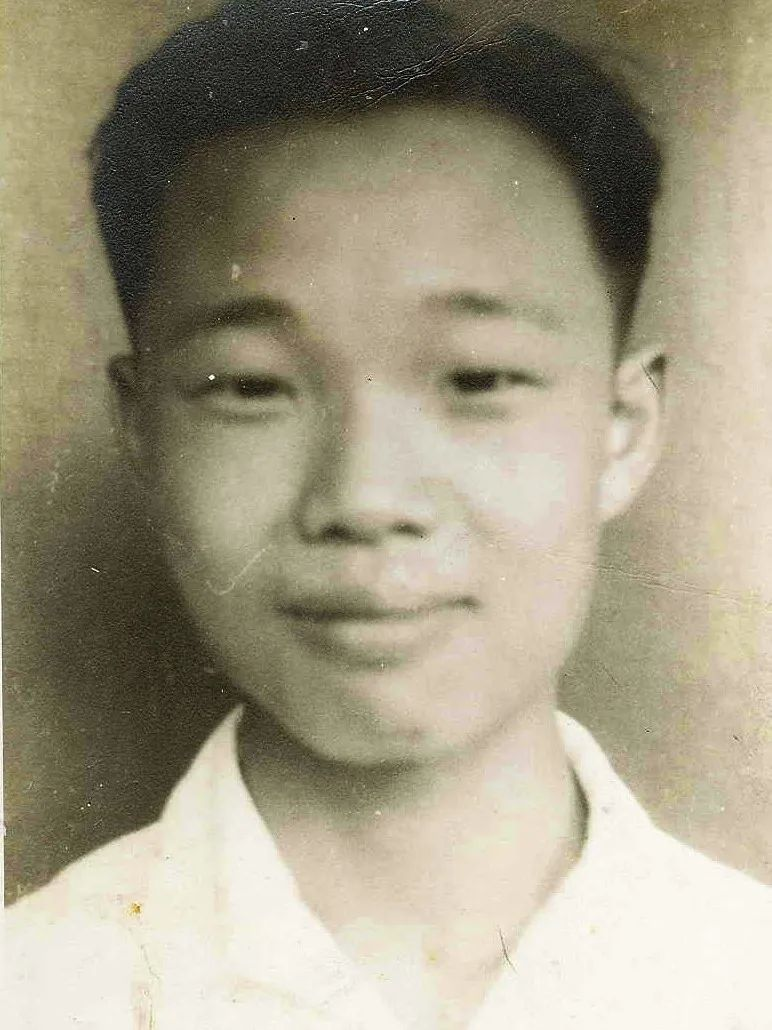
Wang Zhenyi (1940)

Wang Zhenyi (auch: Zhen-yi Wang; chinesisch 王振義 / 王振义, Pinyin Wáng Zhèn yì; * 30. November 1924 in Xinghua) ist ein chinesischer Mediziner (Hämatologie).
Wang Zhenyi studierte an der Aurora University in Shanghai Medizin mit der Promotion 1948. Danach absolvierte er seine Facharztausbildung am Ruijin Hospital in Shanghai und war dort angestellt. 1960 bis 1982 war er Professor an der 2. Medizinischen Universität in Shanghai, die später zur Shanghai Jiao Tong University gehörte. 1982 bis 1984 war er Direktor für medizinische Grundlagenforschung und 1984 bis 1988 Direktor der zweiten Medizinischen Universität in Shanghai. 1987 bis 1996 war er Direktor des Shanghai Institute of Hematology.
In den 1950er Jahren machte er in China Methoden zur Behandlung der Bluterkrankheit bekannt und erforschte weitere Blutkrankheiten. Er fand ebenfalls in den 1950er Jahren, dass der Pollen von Rohrkolben positive Wirkungen bei Arteriosklerose hatte und arbeitete in den 1980er Jahren an der Isolierung der dafür verantwortlichen chemischen Bestandteile mit.
Er entwickelte eine Chemotherapie gegen Akute Promyelozytenleukämie (APML) mit Tretinoin (ATRA), was ihm mehrere Preise für Krebsforschung einbrachte.
1992 wurde  er auswärtiges Mitglied der Academie des Sciences und 1993 Mitglied der Ehrenlegion. 1994 erhielt er den Kettering-Preis mit Laurent Degos (mit dem er bei der Entwicklung einer Chemotherapie gegen APML zusammenarbeitete), 1997 den Charles Rodolphe Brupbacher Preis für Krebsforschung gemeinsam mit Laurent Degos, 1998 den Prix mondial Cino Del Duca und 2012 den Szent-Györgyi Prize. 2001 wurde er Ehrendoktor der Columbia University. Er ist Mitglied der Chinesischen Akademie für Ingenieurswesen.